# أبطال بلباس النوم
أبطال بلباس النوم (بالإنجليزية: PJ Masks)‏ هو مسلسل كرتون تلفزيوني بريطاني من إنتاج شركة إي وان إنترتينمت ‏، Frog Box وTeamTO. وترتكز هذه السلسلة على سلسلة كتاب Les Pyjamasques  التي كتبها Romuald Racioppo. ظهرت السلسلة لأول مرة في ديزني جونيور في
الولايات المتحدة يوم 18 سبتمبر 2015. وفي العالم العربي، ظهرت لأول مرة في 16 ماي 2016. وهناك موسم ثاني من المتوقع
صدوره في عام 2018.

## قصة
ثلاثة من الأطفال تتراوح أعمارهم بين 6 سنوات (كونور، أمايا وجريج) هم زملاء الدراسة وجيران وأصدقاء. في الليل، يتحولون إلى قط البومة وزاحف، يتحولون إلى ابطال بلباس النوم لمكافحة الجريمة وتعلم الدروس القيمة.

## شخصيات

### أبطال بلباس النوم
- الفتى القط الأزرق (Connor/Catboy)
- البومة الحمراء (Amaya/Owlette)
- الزاحف الاخضر (Grege/Gekko)

### الأشرار
- روميو (Romeo)
- الفتاة لونا (The Girl Luna)
- نينجا الليل (Night Ninja)